# Bismanol
Bismanol é uma liga metálica de bismuto, manganês e ferro desenvolvido pela  US Naval Ordnance Laboratory. Foi usado para produzir imãs permanentes utilizados em pequenos motores elétricos. 
Os imãs de bismanol foram substituídos  por imãs  de neodímio que são superiores e mais baratos, imãs de sumário-cobalto-cobalto em aplicações mais críticas , e  imãs Alnico.